# Тур де Ски 2008/2009
Тур де Ски 2008/2009 — третья в истории многодневная лыжная гонка под эгидой Международной федерации лыжного спорта. Стартовала 27 декабря 2008 года в немецком Оберхофе, а финишировала 4 января 2009 на склоне горы Альпе де Чермис в Италии. 
Победителями многодневки стали швейцарец Дарио Колонья, выигравший в этом сезоне еще и Кубок мира, и финка Вирпи Куйтунен, одержавшая вторую победу в общем зачёте Тур де Ски, после победы в Тур де Ски 2006/2007.

## Этапы

### Мужчины
| Дата            | Место проведения | Дисциплина                            | Победитель       | Второе место          | Третье место     |
| --------------- | ---------------- | ------------------------------------- | ---------------- | --------------------- | ---------------- |
| 27 декабря 2008 | Оберхоф          | 3,75 км свободным стилем пролог       | Аксель Тайхман   | Дарио Колонья         | Петтер Нортуг    |
| 28 декабря 2008 | Оберхоф          | 15 км классикой преследование         | Дарио Колонья    | Аксель Тайхман        | Девон Кершоу     |
| 29 декабря 2008 | Прага            | Спринт свободным стилем               | Тор Арне Хетланд | Василий Рочев         | Жан-Марк Гайяр   |
| 31 декабря 2008 | Нове Место       | 15 км классическим стилем             | Аксель Тайхман   | Мартин Йонсруд Сундбю | Николай Чеботко  |
| 1 января 2009   | Нове Место       | Спринт свободным стилем               | Петтер Нортуг    | Тор Арне Хетланд      | Кристиан Дзордзи |
| 3 января 2009   | Валь-ди-Фьемме   | 20 км классикой масс-старт            | Аксель Тайхман   | Сами Яухоярви         | Николай Чеботко  |
| 4 января 2009   | Валь-ди-Фьемме   | 11 км свободным стилем Финальная гора | Иван Бабиков     | Том Райхельт          | Джорджо Ди Чента |

### Женщины
| Дата            | Место проведения | Дисциплина                           | Победитель     | Второе место        | Третье место                  |
| --------------- | ---------------- | ------------------------------------ | -------------- | ------------------- | ----------------------------- |
| 27 декабря 2008 | Оберхоф          | 2,5 км свободным стилем пролог       | Клаудия Нюстад | Арианна Фоллис      | Петра Майдич Юстина Ковальчик |
| 28 декабря 2008 | Оберхоф          | 10 км классикой преследование        | Вирпи Куйтунен | Марит Бьерген       | Юстина Ковальчик              |
| 29 декабря 2008 | Прага            | Спринт свободным стилем              | Арианна Фоллис | Айно-Кайса Сааринен | Петра Майдич                  |
| 31 декабря 2008 | Нове Место       | 10 км классическим стилем            | Вирпи Куйтунен | Айно-Кайса Сааринен | Марит Бьерген                 |
| 1 января 2009   | Нове Место       | Спринт свободным стилем              | Арианна Фоллис | Петра Майдич        | Айно-Кайса Сааринен           |
| 3 января 2009   | Валь-ди-Фьемме   | 10 км классикой масс-старт           | Вирпи Куйтунен | Петра Майдич        | Айно-Кайса Сааринен           |
| 4 января 2009   | Валь-ди-Фьемме   | 9 км свободным стилем Финальная гора | Терезе Йохёуг  | Кристин Штейра      | Валентина Шевченко            |

## Результаты

### Мужчины
| Место | Лыжник           | Страна    | Время     |
| ----- | ---------------- | --------- | --------- |
| 1     | Дарио Колонья    | Швейцария | 2:56:05,4 |
| 2     | Петтер Нортуг    | Норвегия  | +59,0     |
| 3     | Аксель Тайхман   | Германия  | +1:02,8   |
| 4     | Джорджо Ди Чента | Италия    | +1:22,2   |
| 5     | Василий Рочев    | Россия    | +1:31,0   |

| Место | Лыжник            | Страна    | Очки |
| ----- | ----------------- | --------- | ---- |
| 1     | Тур Арне Хетланн  | Норвегия  | 131  |
| 2     | Дарио Колонья     | Швейцария | 122  |
| 3     | Петтер Нортуг     | Норвегия  | 105  |
| 4     | Йон Кристиан Даль | Норвегия  | 102  |
| 5     | Василий Рочев     | Россия    | 101  |

### Женщины
| Место | Лыжница             | Страна    | Время     |
| ----- | ------------------- | --------- | --------- |
| 1     | Вирпи Куйтунен      | Финляндия | 2:06:41,4 |
| 2     | Айно-Кайса Сааринен | Финляндия | +7,2      |
| 3     | Петра Майдич        | Словения  | +34,5     |
| 4     | Юстина Ковальчик    | Польша    | +1:21,1   |
| 5     | Марианна Лонга      | Италия    | +1:36,5   |

| Место | Лыжница             | Страна    | Очки |
| ----- | ------------------- | --------- | ---- |
| 1     | Петра Майдич        | Словения  | 148  |
| 2     | Арианна Фоллис      | Италия    | 130  |
| 3     | Айно-Кайса Сааринен | Финляндия | 123  |
| 4     | Вирпи Куйтунен      | Финляндия | 92   |
| 5     | Марит Бьорген       | Норвегия  | 74   |